# Pantánassa (ort i Grekland, Epirus)
Pantánassa är en ort i Grekland.   Den ligger i prefekturen Nomós Ártas och regionen Epirus, i den centrala delen av landet, 280 km nordväst om huvudstaden Aten. Pantánassa ligger 230 meter över havet och antalet invånare är 391.
Terrängen runt Pantánassa är huvudsakligen kuperad, men åt nordost är den bergig.Runt Pantánassa är det ganska tätbefolkat, med 230 invånare per kvadratkilometer. Närmaste större samhälle är Arta, 12,7 km sydost om Pantánassa. Trakten runt Pantánassa består till största delen av jordbruksmark.